# Скалп-Левел (Пенсільванія)
Скалп-Левел (англ. Scalp Level) — місто (англ. borough) в США, в окрузі Кембрія штату Пенсільванія. Населення — 744 особи (2020).

## Географія
Скалп-Левел розташований за координатами 40°14′58″ пн. ш. 78°50′39″ зх. д. / 40.24944° пн. ш. 78.84417° зх. д. (40.249564, -78.844117).  За даними Бюро перепису населення США в 2010 році місто мало площу 1,71 км², уся площа — суходіл.

## Демографія
Згідно з переписом 2010 року, у селищі мешкало 778 осіб у 332 домогосподарствах у складі 222 родин. Густота населення становила 456 осіб/км².  Було 356 помешкань (209/км²).
Расовий склад населення:
| - 97,4 % — білих - 1,0 % — азіатів - 0,9 % — чорних або афроамериканців |

До двох чи більше рас належало 0,6 %. Частка іспаномовних становила 0,3 % від усіх жителів.
За віковим діапазоном населення розподілялося таким чином: 19,2 % — особи молодші 18 років, 61,9 % — особи у віці 18—64 років, 18,9 % — особи у віці 65 років та старші. Медіана віку мешканця становила 43,0 року. На 100 осіб жіночої статі у селищі припадало 86,6 чоловіків;  на 100 жінок у віці від 18 років та старших — 83,4 чоловіків також старших 18 років.
Середній дохід на одне домашнє господарство  становив 49 096 доларів США (медіана — 32 596), а середній дохід на одну сім'ю — 50 106 доларів (медіана — 45 714). Медіана доходів становила 35 781 долар для чоловіків та 27 065 доларів для жінок. За межею бідності перебувало 18,4 % осіб, у тому числі 29,8 % дітей у віці до 18 років та 7,7 % осіб у віці 65 років та старших.
Цивільне працевлаштоване населення становило 345 осіб. Основні галузі зайнятості: освіта, охорона здоров'я та соціальна допомога — 22,9 %, роздрібна торгівля — 14,5 %, мистецтво, розваги та відпочинок — 11,0 %, транспорт — 10,1 %.